# Wolschski
Wolschski (russisch Во́лжский) ist eine Großstadt mit 315.220 Einwohnern (Stand 2024) im Süden Russlands in der Oblast Wolgograd.

## Geografie

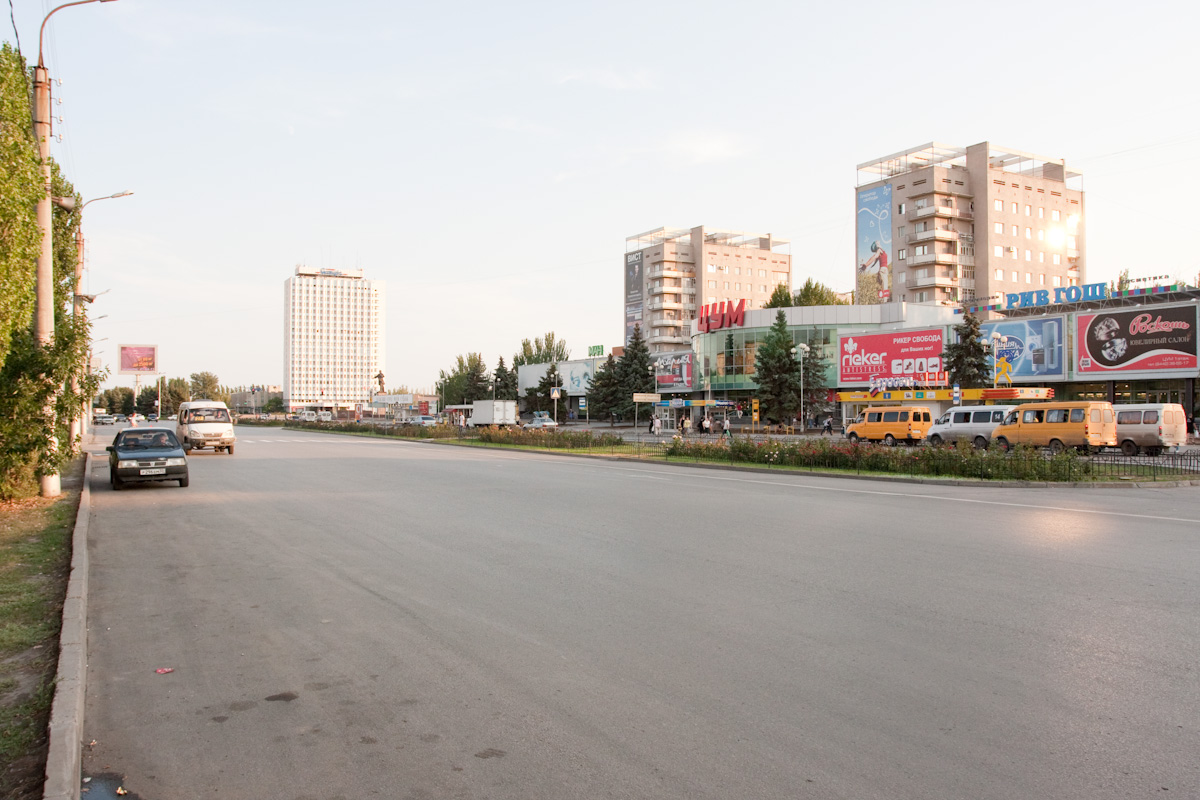
Der Lenin-Prospekt in Wolschski

Wolschski liegt am linken Ufer der Wolga in Höhe der Abzweigung des Flusses Achtuba, direkt am Staudamm des Wolgograder Stausees und etwa 20 km oberhalb der Gebietshauptstadt Wolgograd. Die nächstgelegenen Städte sind Krasnoslobodsk, das sich etwa 17 km südwestlich von Wolschski befindet, sowie das hieran angrenzende Wolgograd.

## Geschichte
Die heutige Stadt wurde ab dem Jahr 1951 aufgebaut; ihr Name ist unmittelbar an die Wolga angelehnt (Wolschski = wörtlich „Wolga-Ort“). Vor den 1950er-Jahren existierte an der Stelle von Wolschski das Dorf Besrodnoje; hier gab es seit den 1720er-Jahren und bis ins 19. Jahrhundert hinein eine staatliche Seidenfabrik, die auf Initiative des Zaren Peter I. gegründet worden war.
Anlass der Stadtgründung im Jahr 1951 war der Bau des Wasserkraftwerks Wolgograd. Dabei wurde Wolschski ursprünglich als Wohnstadt für die Arbeiter errichtet, die mit dem Bau des Staudammes beschäftigt waren. Den Stadtstatus erhielt Wolschski am 22. Juli 1954; zu diesem Zeitpunkt zählte seine Bevölkerung rund 30.000 Einwohner. Bereits Mitte der 1960er-Jahre konnte Wolschski die Grenze von 100.000 Einwohnern überschreiten.

### Bevölkerungsentwicklung
| Jahr | Einwohner |
| ---- | --------- |
| 1959 | 66.965    |
| 1970 | 142.058   |
| 1979 | 209.150   |
| 1989 | 268.842   |
| 2002 | 313.169   |
| 2010 | 314.255   |

Anmerkung: Volkszählungsdaten

## Wirtschaft
Heute ist Wolschski neben Wolgograd das wichtigste industrielle Zentrum am Unterlauf der Wolga. In der Stadt existieren mehrere Dutzend Industriebetriebe, darunter das 1951 fertiggestellte Wasserkraftwerk Wolgograd, mehrere Chemiewerke, Fabriken für Autoreifen, Lager und Metallkonstruktionen. Bekannt ist auch die 1993 gegründete Omnibusfabrik Wolschanin in Wolschski, die sich auf die Herstellung von Stadt- und Überlandbussen spezialisiert.

## Weiterführende Bildungseinrichtungen
- Geisteswissenschaftliches Institut Wolschski (Filiale der Staatlichen Universität Wolgograd)
- Institut für Bauingenieurwesen Wolschski
- Polytechnisches Institut Wolschski der Staatlichen Technischen Universität Wolgograd
- Filiale des Moskauer Instituts für Energiewirtschaft

## Söhne und Töchter der Stadt
- Jewgeni Seredin (1958–2006), Schwimmer
- Jewgeni Sadowy (* 1973), Schwimmer, dreifacher Olympiasieger 1992
- Jelena Dolgopolowa (* 1980), Kunstturnerin
- Olga Skabejewa (* 1984), Journalistin und Fernsehmoderatorin
- Anna Tschepelewa (* 1984), Kunstturnerin
- Andrei Golubew (* 1987), russisch-kasachischer Tennisspieler
- Nikita Tschernow (* 1996), Fußballspieler
- Michail Agejew (* 2000), Fußballspieler